# Josef Klement
Josef Klement (* 22. července 1971 Nové Město na Moravě) je český politik, od roku 2020 senátor za obvod č. 51 – Žďár nad Sázavou a od roku 2022 předseda Senátorského klubu KDU-ČSL a nezávislí, v letech 2020 až 2024 zastupitel Kraje Vysočina, od roku 2014 zastupitel, v letech 2014 až 2020 místostarosta a v letech 2020 až 2022 radní města Žďár nad Sázavou, člen KDU-ČSL. Již desetkrát jako jeden z hlavních pořadatelů zorganizoval charitativní akci na podporu nemocných rakovinou a její léčby.

## Život
Má mladšího bratra Martina. Chodil na 4. ZŠ Žďár nad Sázavou a na Gymnázium v Novém Městě na Moravě. Na VUT v Brně vystudoval obory přístrojová technika, optika a jakost.
Josef Klement je ženatý. Z prvního manželství má tři dospělé děti. Dva starší synové vystudovali VUT v Brně. Nejmladší dcera je studentkou Biskupského gymnázia ve Žďáře nad Sázavou.

## Kariéra
Jako čerstvý absolvent VUT fakulty strojní vyvíjel programy, které zajišťovaly chod výrobků přes jednotlivá strojní místa, pracoviště a dílny. Patnáct let pracoval ve firmě Compas-Automatizace jako programátor automatů v průmyslu, později jako programátor vizualizačních softwarů, které sloužily operátorům řídit a kontrolovat technologie firem. Od roku 2012 pracoval jako projektový manažer pro uvádění nových výrobků (předních světlometů aut) do sériové výroby ve firmě Automotive-lighting. Spolupracoval s velkými automobilkami jako například BMW, Daimler, VW, Škoda, Renault, Opel, Peugeot a další.

### Komunální politik
V roce 2010 byl po komunálních volbách zvolen do kontrolního výboru a do komise pro sport a volný čas. Pracoval i v krajských komisích pro vyhodnocení grantových programů Kraje Vysočina. V roce 2014 byl jako lídr kandidátky zvolen místostarostou města. Ve druhém volebním období od roku 2018 se mu podařilo pozici obhájit a obdržel ze všech kandidátů nejvíce preferenčních hlasů. V listopadu 2020 rezignoval na post místostarosty města Žďár nad Sázavou, jelikož se stal senátorem. Nicméně pokračoval ve vedení města ve funkci radního. V komunálních volbách v roce 2022 kandidoval do zastupitelstva Žďáru nad Sázavou z 5. místa kandidátky KDU-ČSL. Vlivem preferenčních hlasů však skončil třetí, a obhájil tak mandát zastupitele. Radním města však již zvolen nebyl.
V krajských volbách v roce 2020 byl zvolen jako nestraník za KDU-ČSL zastupitelem Kraje Vysočina. Ve volbách v roce 2024 již jako člen KDU-ČSL mandát krajského zastupitele obhajoval, ale neuspěl (skončil jako třetí náhradník).

### Senátor
Ve volbách do Senátu PČR v roce 2020 kandidoval jako nestraník za KDU-ČSL v obvodu č. 51 – Žďár nad Sázavou. Podpořily jej také TOP 09 a ODS. V prvním kole získal 31,01 % hlasů, a postoupil tak z 1. místa do druhého kola, v němž porazil kandidáta ČSSD, Zelených a hnutí Budoucnost Michala Šmardu poměrem hlasů 59,81 % : 40,18 %, a stal se tak senátorem. V říjnu 2022 se stal novým předsedou Senátorského klubu KDU-ČSL a nezávislí, když ve funkci vystřídal svou stranickou kolegyni Šárku Jelínkovou.
V Senátu je členem Organizačního výboru, Výboru pro vzdělávání, vědu, kulturu, lidská práva a petice a Podvýboru pro sport Výboru pro vzdělávání, vědu, kulturu, lidská práva a petice.
V červnu 2023 byl zvolen členem dozorčí komise Národní sportovní agentury.